# Фрек ван де Ґрафф
Фрек ван де Ґрафф (нід. Freek van de Graaff, 20 лютого 1944 — 24 червня 2009) — нідерландський академічний веслувальник.
Бронзовий призер Олімпійських Ігор 1964 року в складі розпашної четвірки зі стерновим.